# 6740 Ґофф
6740 Ґофф (6740 Goff) — астероїд головного поясу, відкритий 14 квітня 1993 року.
Тіссеранів параметр щодо Юпітера — 3,379.